# Mercedes-Benz GLE-класс
Mercedes-Benz GLE-класс (до 2015 года M-класс, от нем. Geländewagen Lang E-Klasse — «удлинённый внедорожник E-класса») — серия среднеразмерных кроссоверов премиум сегмента, выпускаемых с 1997 года немецким автопроизводителем Mercedes-Benz. Автомобиль был разработан специально для североамериканского рынка и является первым продуктом подразделения Mercedes-Benz U.S. International в США. В иерархии классов продукции компании Mercedes-Benz линейка M/GLE моделей позиционируется между GLC и GLS-классами.
В связи с тем, что символ «M» уже был запатентован компанией BMW для высокопроизводительных моделей производства дочернего предприятия BMW M GmbH, компании пришли к обоюдному согласию в том, что Mercedes-Benz оставляет за собой право именовать линейку кроссоверов M-классом, но в обозначении моделей будет использовать символы «ML».
В настоящее время серия включает четыре поколения. Первое, W163, было представлено в 1997 году и открыло новую рыночную нишу для концерна DaimlerChrysler. В 2005 году его сменило второе поколение, W164, которое выпускалось вплоть до 2011 года, когда ему в июне на смену пришло третье поколение — W166. И в 2018 году вышло поколение W167. В общей сложности за период с 1997 года по апрель 2011 года клиентам компании было доставлено 1 170 000 автомобилей M-класса.
В 2015 году вместе с рестайлингом серия была переименована в GLE-класс в связи с пересмотром номенклатуры внутренней иерархии моделей компании. Согласно новой схеме, внедорожники используют базовое обозначение «GL», а затем следует короткое обозначение класса в соответствии с принятой иерархией. Так автомобили «GLE» обозначают серию среднеразмерных кроссоверов, эквивалентных E-классу.

## История

### Предпосылки и разработка
В 1990-х годах руководство компании Mercedes-Benz выдвинуло план по замене G-класса, который на то время находился в производстве на протяжении 11 лет. В результате в 1991 году с Mitsubishi Motors было подписано соглашение о совместной разработке и выпуске транспортных средств класса SUV, о чём публично было объявлено в июне того же года. По планам в качестве платформы для будущих моделей должны были служить автомобили Mitsubishi Pajero/Montero, один из которых будет выпускаться под торговой маркой Mercedes-Benz, а второй Mitsubishi. В мае 1992 года эти планы были отменены со ссылкой на "технические проблемы" и компания Mercedes-Benz продолжила  развивать идею на домашней территории с января 1993 года. В марте 1993 года был инициирован проект по поиску подходящего места для создания заводов в США. К сентябрю выбор пал на местечко в штате Алабама и в 1994 году началось строительство.
В то время, как в США велись строительные работы, в Германии продолжалась работа над проектом по вводу новой линейки внедорожников. Проектные работы проходили с конца 1992 по 1994 год. Дизайном будущей модели занималась студия в Зиндельфингене. Финальный прототип был выбран в 1993 году и утверждён исполнительным советом в феврале 1994 года. Патенты на промышленные образцы были поданы в Германии 13 июля 1994 года, а в США — 13 января 1995 года. Тестирование опытных образцов началось с испытания муляжей и краш-тестов с использованием макетов в мае 1994 года.
Первый рабочий прототип был представлен в феврале 1995 года. Полный цикл тестирования проводился с марта 1995 года по декабрь 1996 года в различных климатических условиях и регионах мира. Опытное производство стартовало в мае 1996 года. В июле того же года был дан старт для подготовки и запуска производства на заводе Mercedes-Benz U.S. International в Алабаме. Первые автомобили M-класса сошли с конвейера 9 февраля 1997 года.

### Первое поколение
М-класс первого поколения (1997—2005) в лице автомобиля Mercedes-Benz W163 был представлен 19 февраля 1997 года. Разрабатывался автомобиль для североамериканского рынка и производился на заводах концерна DaimlerChrysler в Алабаме. Официальные продажи стартовали в сентябре того же года. Автомобиль представлял собой пятиместный среднеразмерный внедорожник с возможностью установки третьего ряда сидений (в этом случае количество посадочных мест возрастало до семи). M-класс стал первой серией роскошных внедорожников, оснащённой функцией электронного контроля устойчивости. Кроме того, автомобили оснастили боковыми и передними подушками безопасности, что позволило ему заработать высокие оценки на краш-тестах.
Ключевой особенностью Mercedes-Benz W163 стала система постоянного полного привода 4MATIC, которая перенаправляла крутящий момент на все колёса через передний, средний и задний дифференциалы.
В 1998 году модель М-класса ML 320 завоевала награду в номинации «Североамериканский автомобиль и грузовик года».

#### Рестайлинг
В 2001 году был проведён рестайлинг автомобиля, в результате которого он получил новые фары и задние фонари, новые легкосплавные диски, зеркала со встроенными поворотниками, 8 подушек безопасности, а также различные внутренние изменения отделки салона. В то же время, модель ML 430 была заменена на ML 500 с 5,0-литровым V8 двигателем. Для Европы стала доступна 4,0-литровая V8 турбодизельная версия ML 400 CDI.
В 2002 году компания Mercedes-Benz представила модель ML 350, оснащённую 3,7-литровым двигателем в конфигурации V6. На некоторых рынках ML 350 заменила ML 320.
В июле 2002 года на базе М-класса первого поколения (модель ML 430) был создан Папамобиль. Компания Volkswagen предложила построить новый автомобиль, основанный на модели Touareg, однако Бенедикт XVI решил продолжить работу с компанией Mercedes-Benz.
|  |  |  |  |

В 2005 году производство автомобиля W163 было завершено.

### Второе поколение
Концерн DaimlerChrysler анонсировал новый M-класс (W164, 2005—2011) ещё в декабре 2004 года. Дебют W164 модели состоялся на Североамериканском международном автосалоне в январе 2005 года. В сравнении с первым поколением автомобиль был полностью модернизирован: он стал на 71 мм шире, на 5мм ниже и на 150 мм длиннее, чем его предшественник, а колёсная база увеличилась на 95 мм и составивила 2915 мм.
Благодаря кропотливой работе над кузовом коэффициент лобового сопротивления снизился с 0,40 у первого поколения до 0,34.  Качество конструкции повысилось за счёт применения полностью оцинкованного кузова с дополнительной защитой от коррозии при помощи органического покрытия в определённых точках и больших пластиковых панелей, установленных на днище. 
Модельный ряд состоял из бензиновых ML350 (3,5 л V6, 272 л. с.) и ML500 (5,0 л V8, 306 л. с.) и турбодизельных 3,0 л V6 с системой CR нового поколения (их дебют состоялся вместе с премьерой нового M-класса), ML280 CDI (190 л. с.) и ML320 CDI (224 л. с.). 
В 2006 году на Североамериканском международном автосалоне компания представила высокопроизводительную модификацию ML63 AMG. Модель оснастили 6.3-литровым двигателем M156 мощностью в 510 л. с. (380 кВт) и крутящим моментом в 630 Н·м. Производство было налажено в Аффальтербахе, Германия.

#### Рестайлинг
В 2008 год модель претерпела рестайлинг, который затронул внешний и внутренний вид автомобиля, а также модельный ряд двигателей. Обновлённая версия автомобиля была представлена в марте 2008 года на международном автосалоне в Нью-Йорке. Изменения во внешнем виде коснулись бамперов и передней оптики, решётки радиатора (она была увеличена в размерах и оснащена хромированными вставками по краям). Задняя часть кузова получила видоизменённые бампер с интегрированными отражателями и фонарь заднего хода, а также тонированные стёкла оптики. Рейлинги на крыше и большие наружные зеркала были установлены в качестве стандартного оборудования. В салоне появилось новое многофункциональное рулевое колесо с хромированной отделкой в дизайне с четырьмя спицами, обтянутыми кожей. Дверная фурнитура была покрыта искусственной кожей, а на заказ можно было установить сиденья с четырёхуровневой поясничной поддержкой. Кроме того, M-класс в стандартной комплектации оснастили системой упреждающей защиты водителя и пассажиров PreSafe и особыми подголовниками NeckPro.
Чуть позже компанией были представлены две специальные серии — Edition 10 и Grand Edition, — с особым экстерьером и салоном автомобилей. В 2008 и 2009 годах в серию добавились модели, использующие технологию BlueTEC со впрыском мочевины для дизельных силовых агрегатов. На международном автосалоне в Нью-Йорке 2009 года компания Mercedes-Benz представила новый ML 450 Hybrid SUV, который был анонсирован 8 апреля того же года. Автомобиль оснастили несколькими двигателями: одним классическим ДВС и двумя электродвигателями, встроенными в корпус коробки передач и выполняющих разные задачи. Новая модель потребляла почти на 50% меньше топлива, чем ML 550. При этом суммарная мощность достигала 335 л. с. (250 кВт), а крутящий момент составлял 517 Н·м.
|  |  |  |  |  |

Производство второго поколения M-класса завершилось в июне 2011 года, а на смену ему пришли автомобили серии Mercedes-Benz W166.

### Третье поколение
Разработка замены для второго поколения M-класса началась ещё в 2006 году и длилась на протяжении 5 лет. В 2008 году исполнительный совет компании утвердил окончательную версию дизайна от Эмиля Бюрки, которая была запатентована на внутреннем рынке 16 декабря того же года (заявка на патент в США была подана 15 июня 2009 года).
8 июня 2011 года в Штутгарте был представлен кроссовер третьего поколения Mercedes-Benz W166 (2011—2018). Новые возможности автомобиля включают обновлённую семиступенчатую автоматическую коробку передач 7G-Tronic Plus, опциональный адаптивный круиз-контроль (Distronic Plus), активную систему предупреждения о сходе с полосы движения, а также пневматическую подвеску с регулируемой высотой (Airmatic). Кроме того, была представлена технология ACTIVE CURVE SYSTEM с активными стабилизаторами поперечной устойчивости для компенсации крена кузова.
Автомобиль W166 стал последним продуктом совместного предприятия между Daimler AG и Chrysler (DaimlerChrysler). Концерн  разработал базовую платформу и технологии, извлекая преимущества из стабильных  продаж внедорожников Chrysler и R&D на внутреннем рынке США. Chrysler продолжил использовать ту же платформу для выпуска автомобилей Jeep Grand Cherokee (WK2) и Dodge Durango. Однако, в связи с реформированием концерна, кроссоверы сильно различаются с точки зрения интерьера и дизайна кузовов, а также выбора двигателей и трансмиссий.
Для 2013 модельного года стал доступен на заказ дополнительный пакет On&Off Road Package, который включает двухскоростную раздаточную коробку фирмы Magna International, защитные пластины для днища кузова, изменяемую программу подвески с 6 режимами и прочие функции и технологии.
Автомобиль M-класса занял первое место в категории «Luxury Crossover SUV» и был назван самым идеальным транспортным средством для американцев. Такое решение было заключено на основании исследований, проведённых в Калифорнии консалтинговой фирмы AutoPacific.
В начале 2009 года в Индии были созданы производственные мощности для выпуска внедорожников M-класса. Осенью того же года был открыл завод в городе Западная Ява, Индонезия. В декабре 2012 года был собран и доставлен новый папамобиль.

#### Рестайлинг / GLE-класс
Весной 2015 года компания Mercedes-Benz представила обновлённый М-класс (2015-2018), переименовав серию в GLE-класс. Кроме того, компания впервые представила две модификации кузова M-класса: классический внедорожник (W166) и купе (C292), которое было представлено в январе того же года на Североамериканском международном автосалоне.
В модельном ряду класса также произошли изменения: GLE 500 е стал первым гибридом серии, комбинирующим двигатель внутреннего сгорания V6 мощностью 333 л. с. с электрическим двигателем, генерирующим 116 лошадиных сил. Первые 19 единиц были доставлены покупателям из США в июне 2016 года.
Модельный ряд рестайлингового M-класса включает бензиновые ML 350 BlueEFFICIENCY 4MATIC (V6, 306 л. с.), ML 400 4MATIC (V6, 333 л. с.), ML 550 4MATIC (V8, 408 л. с.), ML 63 AMG (V8, 525 л. с.), а также дизельные ML 250 BlueTEC 4MATIC (I4 битурбо, 204 л. с.) и ML 350 BlueTEC 4MATIC (V6 турбо, 258 л. с.).
Автомобиль W166 прошёл множество краш-тестов, в том числе по методикам EuroNCAP, Национального управления безопасностью движения на трассах США и Страхового института дорожной безопасности, где получил высочайшие оценки.
|  |  |  |  |

## GLE Coupe (C292)
GLE-Class Coupe (C292) представляет собой версию внедорожника-купе и во многом похож на W166, разделяя его платформу, механику и интерьер (но имея уникальный кузов с похожим дизайном). Купе C292 было представлено публике в январе 2015 года на Североамериканском международном автосалоне, его производство было прекращено в августе 2019 года после появления W167.
Купе GLE было построено в Алабаме вместе с классом GLE, на котором оно основано. Автомобиль составил конкуренцию BMW X6. Продажи стартовали во второй половине 2015 года. Лидером модельного ряда является Mercedes-AMG GLE 63 S-Model с 5,5-литровым двигателем V8 с двойным турбонаддувом мощностью 585 л., что делает его самым быстрым в своём роде.

### Безопасность
| NHTSA                     |                                                                          | Euro NCAP         |            |
| ------------------------- | ------------------------------------------------------------------------ | ----------------- | ---------- |
| Всего:                    |                                                                          | Всего:            |            |
| Фронтальный – Водитель:   | 5 из 5 звёзд · 5 из 5 звёзд · 5 из 5 звёзд · 5 из 5 звёзд · 5 из 5 звёзд | Взрослый человек: | очки / 96% |
| Фронтальный – Пассажир:   | 5 из 5 звёзд · 5 из 5 звёзд · 5 из 5 звёзд · 5 из 5 звёзд · 5 из 5 звёзд | Ребёнок:          | очки / %   |
| Боковой – Водитель:       | 5 из 5 звёзд · 5 из 5 звёзд · 5 из 5 звёзд · 5 из 5 звёзд · 5 из 5 звёзд | Пешеход:          | очки / 60% |
| Боковой – Пассажир:       | 5 из 5 звёзд · 5 из 5 звёзд · 5 из 5 звёзд · 5 из 5 звёзд · 5 из 5 звёзд | Помощь водителю:  | очки / %   |
| Боковой Столб – Водитель: | 5 из 5 звёзд · 5 из 5 звёзд · 5 из 5 звёзд · 5 из 5 звёзд · 5 из 5 звёзд |                   |            |
| Опрокидывание:            | / 17.9%                                                                  |                   |            |

- Mercedes AMG GLE 63 Coupe
- Mercedes-Benz GLE Coupe на IAA 2015

### Четвёртое поколение / Второе поколение GLE
Презентация (V167, с 2018) состоялась 2 октября 2018 года на Парижском автосалоне. Первая модель марки, которая стала опционально оснащаться гидропневматической подвеской (E-Active Body Control), в народе называемая "прыгающая", из-за видео, где представлена работа этой самой подвески в случае застревания в песке. Также на модели была установлена новая мультимедийная система MBUX и другие новинки компании.
В экстерьере и интерьере преобладает новая философия дизайна Mercedes-Benz - "Sensual purity". Самые радикальные изменения коснулись передней и задней оптики и бамперов, интерьер полностью изменился, в передней части появились 2 широкоформатных сенсорных экрана, каждый размером 12,3 дюйма, как и на модели GLS 2019 модельного года.

## Наименование серии
Учитывая то, что серия среднеразмерных внедорожников Mercedes-Benz была названа как «M-класс», использование символа «M» в комбинации с цифрами (вроде M 320) было противозаконно в связи с тем, что подобная индексация была запатентована подразделением BMW M для собственных моделей (например, BMW M3). Это вынудило компанию использовать аббревиатуру — «ML», где символ «L» обозначал сокращение от англ. Luxury, то есть люксовый. Подобное именование породило путаницу вокруг рыночной номенклатуры серии, из-за чего многие издания и различные источники ошибочно ссылались на серию как на «ML-класс», в том числе и сам производитель Mercedes-Benz.
В 2015 году с выпуском обновлённой модели третьего поколения (W166), представленной в апреле на Нью-Йоркском автосалоне, M-класс был официально переименован в GLE-класс в соответствии с пересмотренной номенклатурой рыночной индексации моделей компании. Согласно новой схеме, серия «GLE» расшифровывается как внедорожники (нем. Geländewagen) уровня  E-класса.

## Производство и продажи

### Производство
В течение короткого промежутка времени (в период с 1999 по 2002 год) автомобили M-класса собирались на производственных мощностях компании Magna Steyr в Граце, Австрия, для европейского рынка. Позже всё производство было перенесено на завод США близ Ванс, Алабама. С конца 2012 года модели M-класса также собираются на новых заводах в Индии  и Индонезии. 

### Продажи
Статистика продаж автомобилей M/GLE-класса на основных рынках сбыта выглядит следующим образом:
| Календарный год | Продажи в США | Продажи в Европе                       | Продажи в России | Продажи в Канаде |
| --------------- | ------------- | -------------------------------------- | ---------------- | ---------------- |
| 1997            | 14 568        | 6                                      | —                | —                |
| 1998            | 43 134        | 10 478                                 | 69               | —                |
| 1999            | 43 134        | 25 529                                 | 187              | —                |
| 2000            | 52 764        | 36 108                                 | 155              | —                |
| 2001            | 45 655        | 39 891                                 | 441              | —                |
| 2002            | 39 680        | 48 873                                 | 314              | —                |
| 2003            | 30 018        | 37 998                                 | 325              | —                |
| 2004            | 25 681        | 35 513                                 | 364              | 1823             |
| 2005            | 34 959        | 32 345                                 | 433              | 2253             |
| 2006            | 31 632        | 58 435                                 | 1630             | 2172             |
| 2007            | 33 879        | 54 332                                 | 1895             | 2689             |
| 2008            | 34 320        | 38 453                                 | 2629             | 3525             |
| 2009            | 25 799        | 23 691                                 | 1689             | 3146             |
| 2010            | 29 698        | 21 059                                 | 2392             | 3871             |
| 2011            | 35 835        | 19 653                                 | 3455             | 3846             |
| 2012            | 38 101        | 34 972                                 | 4548             | 5539             |
| 2013            | 41 326        | 29 092                                 | 5427             | 4804             |
| 2014            | 46 726        | 23 774                                 | 6257             | 5532             |
| 2015            | 20 663        | 14 146 (M) 9221 (GLE) 4288 (GLE Coupe) | TBA              | 6008             |
| 2016            | 51 643        | 29 923 (GLE) 10 803 (GLE Coupe)        | TBA              | 7281 (M + GLE)   |

### Основная
- John Lamm. Mercedes-Benz M-Class. — Motorbooks International, 1997. — 160 с. — ISBN 9780760304310. Архивировано 4 марта 2016 года.
- Brian Long. Mercedes-Benz G-Wagen. — Veloce Publishing Ltd, 2016. — С. 124, 180. — 208 с. — ISBN 9781845847777.
- Used Mercedes Benz M-Class (1998 - Present) Buyer's Guide. — Used Car Expert (SDO), 2004. — ISBN 9781846442957.
- A higher peak // Torque. — 2006. — Апрель. — С. 44—47. — ISSN 0218-7868.